# 程思溫
程思溫（？—1449年），婺源人。明朝官員、進士出身。

## 生平
正統元年（1436年），登進士。正統三年（1438年），授中書舍人。正統十二年（1447年），改禮部儀制員外郎。正統十四年（1449年），跟從明英宗北征，在土木之變中殉難。